# ワタナベエデュケーショングループ
ワタナベエデュケーショングループは芸能事務所ワタナベエンターテインメント直営の芸能スクールである。理事長はワタナベエンターテインメント代表取締役社長、渡辺プロダクション代表取締役会長でもある渡辺ミキ。
ワタナベエンターテインメントの新人発掘・育成部門として2004年に開校。スクールを運営するマニアマニアは、元々TRICERATOPSや鈴里真帆らが所属する系列のマネジメント会社だったが、開校に伴い関連会社としてTRINITY ARTISTが設立され、TRICERATOPSは移籍する事になった。
スクール事業は、高校卒業後から通えるワタナベエンターテイメントカレッジ（WEC）、お笑いのワタナベコメディスクール(WCS)、高校3年生までの低年齢を対象にしたワタナベエンターテイメントスクール（WES）、芸能と高校卒業資格を両立する渡辺高等学院（WHS）がある。
また、名古屋には渡辺高等学院（WHS）、ワタナベエンターテイメントスクール（WES）、福岡にはワタナベエンターテイメントスクール（WES）がある。
レッスン施設は、東京：恵比寿2館、中目黒、福岡：天神、名古屋：千種　計5館ある。

## 概要
10月入学と4月入学があり、レッスン期間は1年もしくは2年間で卒業となる。福岡と名古屋のWESは毎月入学が可能。
入学するためにはオーディションでの合格、もしくは入学試験で合格が必要。
特待生制度もあり、レッスン費のサポートも行っている。
卒業時には、事務所に所属するためのイベントとしてデビューオーディション（公開スカウトオーディション）が開催され、そこで所属事務所が決定することもある。
芸能スキルに特化した教育だけではなく、現場に出た時にもコミュニケーションが取れるように、挨拶、電話、メールの応対など、人間教育にも力を入れている。

## 主な卒業生
五十音順

### ワタナベエンターテイメントカレッジ（WEC）
卒業後、ワタナベエンターテインメントに所属
- 井上想良
- 上杉あずさ
- 北室亜弥
- 陳内将
- 中村昌也
- ブルゾンちえみ
- 宮崎秋人
- 安田サラ
- 山田裕貴
- 片貝樹 - ボックスコーポレーション移籍後に松田リマに改名

その他の卒業生
- 伊勢大貴
- 片山萌美
- 杉江大志
- 鈴木友里絵
- ねりお弘晃
- 和合真一

### ワタナベエンターテイメントスクール（WES）
卒業後、ワタナベエンターテインメントに所属
- 池田優斗
- 大久保祥太郎
- 高橋胡桃
- 志尊淳
- 土屋シオン
- 中尾暢樹
- 中村太郎
- 橋本楓
- 見上愛

その他の卒業生
- えのきさりな
- 澤田美晴
- 白石康介
- 中村守里
- 葉月ひとみ
- 塙さより
- 牧島輝
- 若林薫

### ワタナベコメディスクール(WCS)
- あばれる君
- 厚切りジェイソン
- イモトアヤコ
- クマムシ
- サンシャイン池崎
- 笑撃戦隊
- 土佐兄弟
- なちゅ
- バットナイス常田
- ハライチ(澤部、岩井)
- ハナコ
- 平野ノラ
- フォーリンラブ(ハジメ、バービー)
- ブリリアン
- 丸山礼
- 森山あすか
- REINA
- やしろ優

### 渡辺高等学院
卒業後、ワタナベエンターテインメントに所属
- Little Glee Monster（かれん、MAYU、アサヒ）
- Hi☆Five（林拓磨）

その他の卒業生
- 荒井麻珠
- manaka
- 芹奈